# メカノ

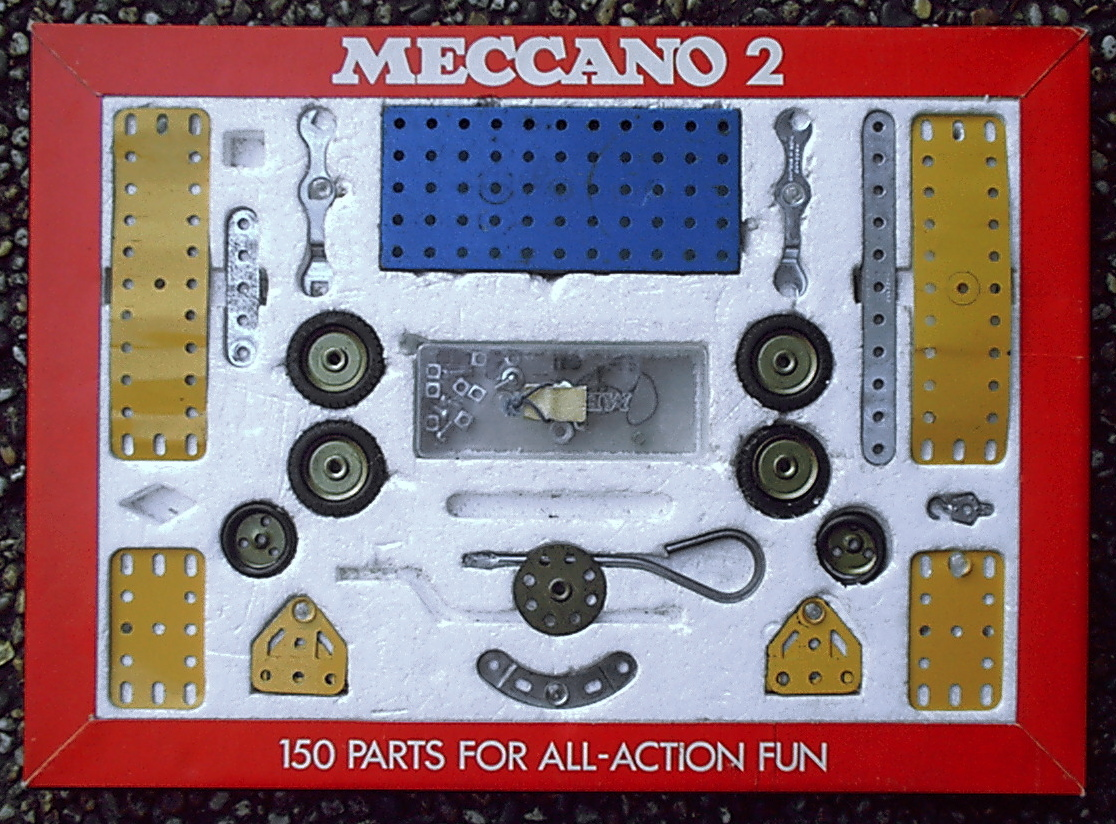
メカノのセット

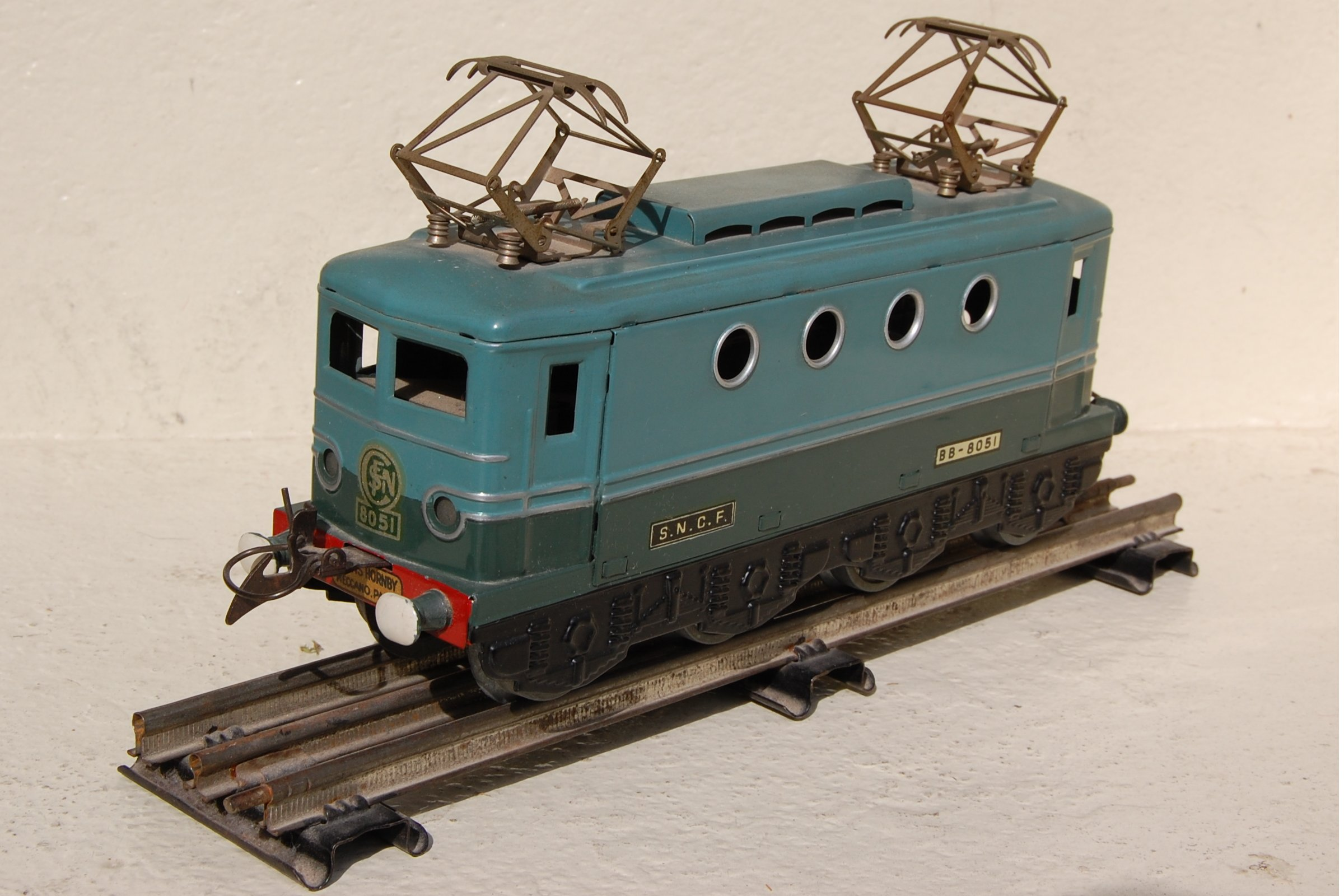
ホーンビィのOゲージ機関車

メカノ (Meccano) はかつてイギリスに存在した総合玩具メーカーである。後にフランスの玩具メーカーとなっている。

## 概要
金属製組み立て玩具である「メカノ」、ミニカーの「ディンキー」、鉄道模型の「ホーンビィ」などを製造していた。1901年にイギリス、リバプールにてフランク・ホーンビィがメカノ社を創業。1920年から1930年代にかけてイギリスでもっとも大きな玩具メーカーに成長したが、1964年にライバル会社であったラインズ・ブラザーズ社に買収された。
ここではメカノ社および、金属製組み立て玩具部門である「メカノ」を中心に記す。鉄道模型部門はホーンビィを、ミニカー部門はディンキー（英: Dinky Toys）を参照。

## 歴史・沿革
- 1898年 - イギリス・リバプールのフランク・ホーンビィは、自分の子供の為に金属部品をボルトとナットで組み立てて形を作る玩具を作成した。ホーンビィは『メカニクス・メイド・イージー』(Meccanics Made Easy) という名称でこの玩具の特許を取得した。
- 1901年 - メカニクス・メイド・イージーの製造販売を行うメカノ社を創業し、1907年、『Meccanics Made Easy』の名称を『メカノ』 (Meccano) へと変更。1908年にリバプールに工場が建設され、メカノのセットが発売された。
- 1910年 - 「メカノ」が世界中へ輸出されはじめ、それによりメカノ社は成功し大きく発展をとげた。
- 1912年 - ホーンビィの息子のローランド・ホーンビィ (Roland Hornby) によってフランスのパリ郊外に工場が建設されフランス向けの「メカノ」の製造が開始された。また同年ドイツのベルリンにも事務所が設けられ、メルクリン製品の下請け製造を開始した。メルクリンからはぜんまいを輸入していたものの、第一次大戦の影響で輸入できなくなり、1914年にメカノ社自らリバプールでぜんまいの製造を開始。そのころスペインとアルゼンチンでもメカノの工場が建設された。
- 1914年 - メカノの売れ行きが良く、それまでの工場が手狭になったため、新しくリバプールに大規模な玩具製造工場を建設し、そこを本社とした。
- 1916年 - 「メカノ誌」第一号発行。以後1981年まで発行される。
- 1920年 - ぜんまい式のOゲージ鉄道模型を発売。1922年にはアメリカに進出し、ニュージャージー州に工場を建設しOゲージの製造をはじめたが売れ行きが悪く、大恐慌の影響もあり1930年に撤退した。ニュージャージー州の工場は後年エレクターを製造することになるA.C.Gilbert社に売却された。
- 1934年 - Oゲージ鉄道模型のアクセサリーとして同スケール (縮尺1/43.5) のミニカーの「ディンキー」の製造が開始される。1938年にはOOゲージ鉄道模型の「ホーンビィ・デュブロ」(Hornby Dublo)を発売。
- 1942年 - 第二次世界大戦の影響で製造が中断。1945年に再開するも、1950年には朝鮮戦争の影響で再度中断した。
- 1959年 - フランスのパリ郊外の工場をHOゲージ鉄道模型「ホーンビィ・アショオ」 (Hornby-acHO) 専用とし、フランス北部カレー近郊にメカノの新工場が建設される。
- 1960年 - ベークライト製ストラクチャーメーカーのBaykoを買収し、一部のプラスチック部品をベークライトに変更。
- 1964年 - 経営悪化により、ライバル会社であったラインズ・ブラザーズ社に買収された。
- 1965年 - Oゲージの汽車のえほん関連商品「Percy the Small Engine（ちびっこ機関車パーシー）, brought to life by Meccano」を発売。売れ行きが悪かったのか、短期間しか製造されず、余った在庫は顔を取り、赤い部品で置き換えて販売された。この製品は、リバプールの工場で生産された最後のOゲージだった。
- 1970年 - ラインズ・ブラザーズは社名をMeccano Tri-angと改名した。
- 1971年 - ラインズ・ブラザーズ社が倒産し、メカノ部門はイギリスのエアフィックス社 (Airfix) に買収され社名はメカノに戻ったが、フランス工場はアメリカの食品メーカーであるジェネラルミルズ社 (General Mills) に買収され、メカノ (フランス) 社はジェネラルミルズ社傘下でかつてリスク (Risk) を発売していたゲーム会社のミロ社 (Miro) に併合され、ミロ・メカノ社 (Miro-Meccano) と改名された。鉄道模型部門はDunbee-Combex-Marx(DCM社) に買収された。
- 1979年 - テレビ等の影響で生活環境が変わり、売り上げが減少していたメカノを清算すべくエアフィックス社はリバプール工場を閉鎖したが、フランスでは製造が続けられた。
- 1981年 - エアフィックス社が倒産し、ジェネラルミルズ社によってイギリスのメカノ社も買収され、フランスのミロ・メカノ社に吸収された。その際にそれまでの製品を廃止し、新シリーズを投入した。
- 1985年 - フランス人会計士のマルク・レビボ (Marc Rebibo) によってミロ・メカノ社が買収され、社名はメカノ (フランス) 社に戻り、廃盤となったいくつかの製品が再発売された。
- 1989年 - フランスの金融会社であるFinamec社によってメカノ (フランス) 社が買収された。フランスにおいてメカノの製造は続けられた。1990年にはアメリカの「エレクター」の商標を買い取り、アメリカにて「エレクター・メカノ」として発売された。1994年からはそれまでの金属部品に代わってプラスチック部品を主に使った製品が登場した。
- 2000年 - 経営悪化により、日本の玩具メーカーであるニッコー (NIKKO) に買収された。その後はフランスと中国において製造されている。
- 2005年 - カレー工場に新しい生産設備を導入し、従業員を150人から80人に削減した。
- 2007年 - アレッサンドロ・ベネトン (Alessandro Benetton) が所有する「21 Capital Partners」と、アラン・アンベール (Alain Ingberg) が資本参加し、ニッコーから独立した。

## 製品

### メカノ
メカノは日本では明治時代に輸入され始め、第二次世界大戦前には「ERECTION」という名前で販売されていた。

## 類似製品
メカノ社による「メカノ」の発売後、類似商品やメカノと互換性のある商品が世界中で発売された。互換性があるものは、アメリカのA.C.Gilbert社の「エレクター」、ドイツのメルクリン社の「メタル」、アルゼンチンのエグザクトやイタリアのAmilacやBralなどがある。
一部の部品に互換性があるものは、フランスの「Constructor」、旧東ドイツの「Construction」、ドイツのアイテック、ハッピーメタル、トリックス、チェコのメルクールなどがある。